# 29473 Крейчі
29473 Крейчі (29473 Krejci) — астероїд головного поясу, відкритий 21 жовтня 1997 року.
Тіссеранів параметр щодо Юпітера — 3,342.